# Brantes
Brantes település Franciaországban, Vaucluse megyében. Lakosainak száma 86 fő (2022. január 1.). Brantes Montbrun-les-Bains, Plaisians, Reilhanette, Aurel, Bédoin, Saint-Léger-du-Ventoux és Savoillan községekkel határos.

## Népesség
A település népességének változása:
| Lakosok száma | 78   | 81   | 87   | 86   | 88   | 90   | 89   | 87   | 86   |
|               | 2013 | 2015 | 2016 | 2017 | 2018 | 2019 | 2020 | 2021 | 2022 |